# ZONE//ALONE
「ZONE//ALONE」（ゾーンアローン）は、茅原実里の楽曲。彼女の15枚目のシングルとして2012年7月11日にLantisから発売された。

## 概要
茅原のシングルとしては前作「Celestial Diva」から約4ヶ月ぶりのリリースとなる。茅原のシングル作品のレコードレーベルがGloryHeavenではなくLantisであるのは、5枚目のシングル「Paradise Lost」から10作ぶり。
本作の発表は、2012年4月7日に伊勢原市民文化会館で開催された『アニメロミックス Presents Minori Chihara Live Tour 2012 〜D-Formation〜 supported by JOYSOUND×UGA』の伊勢原公演で発表された。
表題曲「ZONE//ALONE」は、テレビアニメ『境界線上のホライゾンII』のオープニングテーマとして起用された。茅原のシングル作品がテレビアニメの主題歌に起用される事、同作品の主題歌に起用される事、表題曲の作詞を畑亜貴、作曲、編曲を菊田大介が手掛けるのは前々作「TERMINATED」以来。
カップリングの「灼熱PARADISE」は、2012年8月4日、8月5日に河口湖ステラシアターで開催された『アニメロミックス Presents Minori Chihara Live 2012 "SUMMER CAMP 4" supported by JOYSOUND×UGA』のテーマソング、インターネットラジオ『茅原実里のradio minorhythm』のオープニングテーマに起用されている。なお、既存の楽曲で「SUMMER CAMP」を意識した楽曲はあったが、テーマソングとして起用されるのは初。「Forever Memories」はインターネットラジオ『茅原実里のradio minorhythm』のエンディングテーマに起用された。また、カップリング曲の編曲は2曲とも自身のサポートバンド『CMB』のメンバーである鍋嶋圭一と寺田志保が手掛けている。作詞は茅原自身が手掛けている。茅原がシングルのカップリング曲の作詞を手掛けるのは前々作「TERMINATED」から3作連続。
表題曲「ZONE//ALONE」にはPVが製作されており、2012年5月21日に撮影された。2012年6月6日にはYouTube、ニコニコ動画のLantis公式ちゃんねる『Lantisちゃんねる』からPVのショートバージョンが配信された。2012年6月6日放送分のバンダイナムコTV『Lantisの!アニソンTune♪』でフルバージョンが初公開された。PVはミラー効果を使ったものになっている。また、PV内ではロングヘアで赤いドレス、ショートボブヘアで白いドレスを身に纏っており、起用された『境界線上のホライゾンII』に登場する英国の2人の女王をイメージしている。
ディスクジャケットのジャケット撮影は、2012年5月14日に群馬県立ぐんま天文台で行われた。ジャケットデザインは楽曲の世界観を身体で表現したものになっている。
公の場での初歌唱披露は、2012年6月16日、6月17日に幕張メッセイベントホール開催された『アニメロミックス Presents Minori Chihara Live 2012 supported by JOYSOUND×UGA ULTRA-Formation/PARTY-Formation』で披露された。
本作の発売を記念したキャンペーンが開催され、2012年8月19日に品川ステラボールに開催されたイベントとして、ホライゾン・アリアダスト賞のテレビアニメ「TVアニメ『境界線上のホライゾンII』第7話 関東最速上映会」（昼の部）、茅原実里賞のトークイベント「茅原実里先生の特別ゼミ 2012〜夏〜」（夜の部）が行われた。内容はホライゾン・アイアダスト賞はアニメ上映、トークショー、茅原実里賞はトークショー、表題曲「ZONE//ALONE」のライブ披露が行われた。ゲストとしてホライゾン・アリアダスト賞に白石稔、東山奈央、新田恵海、茅原実里賞に白石稔、斎藤滋、水原薫、高橋伸也が出演した。また、「ZONE//ALONE」賞として2種のポストカードのプレゼントがされた。

## チャート成績
オリコンデイリーチャートでは、7月10日、7月12日、7月13日付で6位、7月11日、7月14日付で最高位の5位を獲得し、5日連続でTOP10入りを果たした。茅原のシングル作品がデイリーチャートTOP5入りを果たすのは、9枚目のシングル「Freedom Dreamer」以来6作ぶり。2012年7月23日付のオリコン週間シングルチャートで6位を獲得。初動売上は1.1万枚を記録し、前作から約0.6万枚増加した。茅原のシングル作品が週間チャートTOP10入りを果たすのは前々作「TERMINATED」から2作ぶりで、通算5作目。2012年7月度のオリコン月間シングルチャートでは35位を獲得。推定売上枚数は1.8万枚を記録した。
2012年7月23日付のBillboard JAPAN HOT 100で35位、Billboard JAPAN Hot Singles Salesで6位、Billboard Hot Animationで4位を獲得した。なお、茅原の作品がBillboard JAPAN HOT 100にランクインするのは前々作「TERMINATED」以来2作ぶり。Billboard Hot AnimationへのTOP5入りは12枚目のシングル「Planet patrol」から4作連続。
2012年7月9日から7月15日調査分のサウンドスキャンの週間シングルCDソフトTOP20では5位、2012年7月21日放送分のCOUNT DOWN TV内のThis Week's TOP 100では12位を獲得した。

## 批評
CDジャーナルは、「疾走感あるドラマティックなメロディのサディスティック歌謡曲。カップリング曲の「灼熱PARADISE」は80年代のアイドル風のサマーソングである。」と評した。

## 収録曲
1. ZONE//ALONE [4:44]
作詞：畑亜貴、作曲・編曲：菊田大介 (Elements Garden)
  - テレビアニメ『境界線上のホライゾンII』オープニングテーマ

レコーディング終了後に「新しいものを生み出せた」と感じたと語っている[1]。レコーディングでは、サビのファルセットを使う部分が苦労したと語っている[33]。
イントロはスペイン風で、Aメロ、Bメロ、Dメロ、サビがそれぞれ別の曲の様に感じたという[33]。
2. 灼熱PARADISE [6:07]
作詞：茅原実里、作曲：俊龍、編曲：鍋嶋圭一
  - 野外ライブ『アニメロミックス Presents Minori Chihara Live 2012 "SUMMER CAMP 4" supported by JOYSOUND×UGA』テーマソング
  - インターネットラジオ『茅原実里のradio minorhythm』オープニングテーマ

当初のタイトルは「灼熱★SUMMER★LOVE」であったという[33]。詞は女の子の恋を応援する内容になっている[33]。
バンドサウンドの爽やかな曲であり、詞中では「SUMMER」というフレーズが12箇所挿入されている[34]。
3. Forever Memories [5:19]
作詞：茅原実里、作曲：Tatsh、編曲：寺田志保
  - インターネットラジオ『茅原実里のradio minorhythm』エンディングテーマ

茅原の1枚目のオリジナルアルバム『Contact』の製作時にTatshが作った曲である[23]。
切なく心が温かくなる ラブソング風の内容になっている[23]。

## 収録作品

### CD
| 楽曲        | 発売日         | タイトル     | 備考                    |
| ----------- | -------------- | ------------ | ----------------------- |
| ZONE//ALONE | 2013年12月11日 | NEO FANTASIA | 5thオリジナルアルバム。 |

### DVD、Blu-ray Disc
| 発売日           | タイトル                                              | 備考                    |
| ZONE//ALONE      | ZONE//ALONE                                           | ZONE//ALONE             |
| ---------------- | ----------------------------------------------------- | ----------------------- |
| 2012年11月14日   | Minori Chihara Live 2012 ULTRA-Formation LIVE Blu-ray | 6作目のライブ・ビデオ。 |
| 2012年11月14日   | Minori Chihara Live 2012 PARTY-Formation LIVE Blu-ray | 7thライブ・ビデオ。     |
| 2013年1月25日    | Minori Chihara Live 2012 ULTRA-Formation LIVE DVD     | 6thライブ・ビデオ。     |
| 2013年1月25日    | Minori Chihara Live 2012 PARTY-Formation LIVE DVD     | 7thライブ・ビデオ。     |
| 2013年6月26日    | Minori Chihara Birthday Live 2012 LIVE DVD/Blu-ray    | 8thライブ・ビデオ。     |
| 2013年10月15日   | Minori Chihara Live 2012 "SUMMER CAMP 4" LIVE Blu-ray | 9thライブ・ビデオ。     |
| 灼熱PARADISE     |                                                       |                         |
| 2013年10月15日   | Minori Chihara Live 2012 "SUMMER CAMP 4" LIVE Blu-ray | 9thライブ・ビデオ。     |
| Forever Memories |                                                       |                         |
| 2013年10月15日   | Minori Chihara Live 2012 "SUMMER CAMP 4" LIVE Blu-ray | 9thライブ・ビデオ。     |